# گئورگ لیگتی
گئورگ لیگِتی (مجاری: Ligeti György Sándor؛ زادهٔ ۲۸ مه ۱۹۲۳ – درگذشتهٔ ۱۲ ژوئن ۲۰۰۶) آهنگساز یهودی مجارتبار بود که در رومانی به دنیا آمد و بعدها تبعهٔ اتریش شد. بسیاری او را در زمرهٔ بزرگ‌ترین آهنگسازان موسیقی سازی قرن بیستم برمی‌شمارند. بسیاری از آثار او در محافل علاقه‌مند به موسیقی کلاسیک شناخته شده هستند، اما شهرت او در نزد عامهٔ مردم بیشتر بخاطر بخش‌هایی از مشهورترین آثار او چون اتمسفرها، رکوئیم و نور ابدی* که به وضوح و با تأکید در فیلم ۲۰۰۱: اودیسه فضایی اثر استنلی کوبریک استفاده شده‌است. این کارگردان آمریکایی از بخش‌هایی از دیگر آثار لیگتی در فیلم‌های دیگرش چون درخشش و چشمان کاملا بسته نیز استفاده کرده‌است.

## یادداشت
1. ^  به لاتین: Lux Aeterna